# (500613) 2012 UO139
(500613) 2012 UO139 es un asteroide perteneciente al cinturón exterior de asteroides, región del sistema solar que se encuentra entre las órbitas de Marte y Júpiter, descubierto el 31 de enero de 2009 por el equipo del Spacewatch desde el Observatorio Nacional de Kitt Peak, Arizona, Estados Unidos.

## Designación y nombre
Designado provisionalmente como 2012 UO139. 

## Características orbitales
2012 UO139 está situado a una distancia media del Sol de 3,215 ua, pudiendo alejarse hasta 3,622 ua y acercarse hasta 2,808 ua. Su excentricidad es 0,126 y la inclinación orbital 11,78 grados. Emplea 2106,12 días en completar una órbita alrededor del Sol.

## Características físicas
La magnitud absoluta de 2012 UO139 es 16,1. 